# Mela!
「Mela!」（メラ）は、日本のポップ・ロック・バンドである緑黄色社会の楽曲。2020年4月22日に発売されたフルアルバム『SINGALONG』に収録された楽曲で、同月13日に同作から先行配信が開始された。作詞は長屋晴子と小林壱誓、作曲はpeppeと穴見真吾の共作。ダリヤ「パルティ カラーリングミルク」CMソングとなったほか、日本テレビ系『スッキリ』の「ひとつになろう! ダンスONEプロジェクト」の課題曲、アリシアクリニックのCMソング、JRAの2025年年間プロモーションCMソングなどに採用された。2022年7月に自身初となる2億回を超えるストリーミング再生数を記録し、2023年6月に累計再生回数が3億回を突破した。
楽曲について長屋はふとメラメラっと沸き起こる、「今だ！」と思った衝動をそのまま楽曲に髪色ひとつで、きっかけひとつで、色んな自分になれるということを玉城ティナさんの素敵な表情や雰囲気と共に楽曲で伝えられたら嬉しいですと語っている。
LASTorderによるリミックスバージョン「Mela! (夏を生きたRemix)」も制作されており、『SINGALONG』初回生産限定夏を生きた盤に付属のCDに収録された。

## 制作
「Mela!」の元のアイデアはpeppeによるもの。フレーズを思いつき、曲にしようと考えたものの、1人では楽曲のイメージをうまく広げられないということから、穴見と2人でジャム・セッションを行ってメロディが完成した。peppeがAメロとして作ったメロディーは、穴見が「メロディがすごく強い」と思ったことからサビのメロディとして使用されることとなった。
長屋は曲ができてから本作を聴き、peppeと穴見の2人で作った曲ということから、「久しぶりにメンバー全員で作りたい」と考えて小林に一緒に作詞をすることを持ちかけた。作詞は小林が書いたプロットを長屋が歌詞に起こして、2人で話し合いながら仕上げられた。本作の作詞の作業について長屋は初めての作り方だったし、これだけいろいろと作ってきたけど、まだ新しいやり方があるんだなと思いましたと語っている。
楽曲中では「Prophet-6」というアナログ・ポリシンセサイザーが使用されている。編曲には横山裕章も関わっており、peppeは自分の意見にアイデアを加えてくれて、ブラッシュアップしてもらって。その段階からすごく楽しかったですねと回想している。また、本作は緑黄色社会の楽曲で初めてブラスアレンジが入った楽曲で、peppeは中学生のときに吹奏楽をやっていて、ルーツに管楽器というものはあるのでいつか入れようねとみんなで言っていたものが叶いましたと語っている。

## ミュージック・ビデオ
「Mela!」のミュージック・ビデオは、2020年4月13日に公式YouTubeチャンネルで公開された。このミュージック・ビデオは楽曲と同時構築されており、共に「あなたはあなたの物語の主人公」というメッセージを持たせ、あらゆる物語で悪役とされるオオカミを主人公とし、自分の運命を変えていくというストーリー性を持ったアニメーション作品となっている。アニメーションには8人のクリエイターが参加した。
このほか、4月29日には各メンバーが自宅で演奏した映像やレコーディング時のメイキング映像を組み合わせた新しいミュージック・ビデオが、「Mela! おうちでSINGALONG ver.」として公開された。

## 反響
「Mela!」は、日本テレビ系『スッキリ』の「ひとつになろう! ダンスONEプロジェクト」の課題曲となっており、これがブレイクのきっかけの1つとなっている。
TikTokでは、長屋のコーラスが付いたデュエット素材動画やダンスの経験がある小林によるオリジナル振り付けダンス動画が公開されたほか、中日ドラゴンズのマスコットキャラクターであるドアラとのコラボ動画なども公開され、中高生を中心に広まった。また、早稲田大学のアカペラサークル・SCSの部員の企画により、Twitterを通じて全国92名のアカペラ2年生がリモートで合唱する動画が公開され、6月25日には緑黄色社会とのコラボ動画が公開された。
2020年12月25日時点でストリーミング再生回数で約2800万回、ミュージック・ビデオ再生回数で約1600万回を記録。2020年5月時点でBillboard Japan Download Songsでは22位、Billboard Japan Hot 100では37位、Billboard Japan Streaming Songsでは42位を記録。その後、一度トップ100圏外にチャートアウトしたが、「ひとつになろう! ダンスONEプロジェクト」のテーマソングとして使用されて以降再び再生数を伸ばし、同年10月28日公開のチャートで22週ぶりにトップ100圏内に返り咲いた。以降、音楽番組での披露が続いた影響からチャートインを続け、チャートイン51週目に自身初の累計再生回数1億回を突破。また、2021年9月8日に公開されたBillboard Japan Download Songsでは最高位14位を記録した。
オリコンによる週間ストリーミングランキングには、2020年5月4日付のランキングで初登場した後、同年12月7日付のランキングから2021年12月6日付のランキングまで53週連続でトップ100入りするロングヒットが続き、12月6日付のランキングで週間再生数150万4090回を記録した。これにより累積再生数は1億108万9636回となり、自身初となる1億回再生を突破した。
2022年7月にストリーミング再生数が2億回を突破。これは自身初の例となり、バンドを含む女性ボーカルによるストリーミング再生数2億回突破は、YOASOBI、あいみょん、LiSA、NiziU、Ado、Awesome City Club、ヨルシカ、Aimerに次いで9組目となる。2023年6月に累計再生回数が3億回を突破し、緑黄色社会にとってストリーミング累計再生回数が3億回を突破した初の楽曲となった。

## クレジット
※出典
緑黄色社会
- 長屋晴子 – Vocal, Guitar, Chorus, Tambourine, Clap
- 小林壱誓 – Guitar, Chorus, Tambourine, Clap
- peppe – Keyboards, Chorus, Tambourine, Clap
- 穴見真吾 – Bass, Chorus, Tambourine, Clap

追加ミュージシャン
- 横山裕章 – Programming
- 森瑞希 – Drums, Chorus, Tambourine, Clap
- 湯本淳希 – Trumpet
- 川島稔弘 – Trombone
- 寺地美穂 – Alto Sax

レコーディング・スタッフ
- 村上宣之 – Recording & Mixing
- 原田しずお – Vocal Recording
- 滝口 "Tucky" 博達 – Mastering

## メディアでの演奏披露
- TBS系『CDTVライブ!ライブ!』（2020年7月13日放送回）[29]
- フジテレビ系『MUSIC FAIR』(2020年8月1日放送回)[30]
- 日本テレビ系『スッキリ』（2020年9月22日放送回）
「ひとつになろう! ダンスONEプロジェクト」に投稿された動画をバックに演奏され、エンディングでは長屋以外の3人が仮面ライダーの変身ポーズを思わせる振り付け（ダンスの振り付けの1つ）を披露した[21]。この時の演奏は、9月25日に同番組の公式YouTubeチャンネルでも公開された[31]。
- NHK総合『うたコン』（2020年10月13日放送回）
同番組初出演となった[32]。
- 日本テレビ系『バズリズム02』（2020年10月24日放送回）[33]
- TBS系『CDTVライブ!ライブ!』（2020年10月26日放送回）[34]
- テレビ朝日系『ミュージックステーション』（2020年11月27日放送回）
同番組初登場となった[35]。
- TBS系『CDTV ライブ!ライブ!年越しスペシャル 2020→2021』（2020年12月31日 - 2021年1月1日放送）[36]
- TBS系『CDTVライブ!ライブ!』（2021年2月15日放送回）[37]
- テレビ朝日系『ミュージックステーション 3時間SP』（2021年4月9日放送）[38]
- テレビ東京系『テレ東音楽祭2021』（2021年6月30日放送）[39]
- フジテレビ系『2021 FNS歌謡祭 夏』（2021年7月14日放送）[40]
同番組初出演となった[41]。
- NHK総合『シブヤノオト and more FES.2021』（2021年10月9日放送）[42]
- ベストヒット歌謡祭2021（2021年11月4日放送）[43]
- フジテレビ系『2021FNS歌謡祭』第1夜（2021年12月1日）
浦和学院高等学校ソングリーダー部とのコラボで披露[44]。
- ABEMA『7.2 新しい別の窓』（2021年12月5日放送回）
稲垣吾郎、草彅剛、香取慎吾とのコラボで披露[45]。
- テレビ朝日系『ミュージックステーション ウルトラスーパーライブ2021』（2021年12月24日）[46]
- TBS系『クリスマスの約束2021』（2021年12月25日）※長屋のみ。
小田和正と共演。「キラキラ」とのメドレーで演奏[47]。
- TBS系『CDTV ライブ!ライブ!年越しスペシャル 2021→2022』（2021年12月31日 - 2022年1月1日放送）[48]
- 日本テレビ系『THE MUSIC DAY』（2022年7月2日放送）[49]
- NHKワールド JAPAN『SONGS OF TOKYO』第34回「世界が聞くべきニッポンの歌姫」（2022年7月18日放送）[50]。
- NHK『ライブ・エール』（2022年8月6日放送）[51]
- NHK総合『Venue101 Presents 緑黄色社会 LIVE SPECIAL』（2022年9月24日放送）[52]
- NHK総合『SONGS』（2022年12月8日放送）[53]
- 日本テレビ系『発表！今年イチバン聴いた歌 〜年間ミュージックアワード2022〜』（2022年12月28日放送）[54]
- NHK総合『第73回NHK紅白歌合戦』（2022年12月31日放送）
紅白初出場となった[55]。
- 日本テレビ系『スッキリ』（2023年3月1日放送回）[56]
- TBS系『CDTVライブ!ライブ! 4時間半SP』（2024年4月1日放送）[57]
- NHK総合『SONGS』（2024年12月5日放送）[58]

## チャート成績

### 週間チャート
| チャート (2020年 - 2022年)  | 最高位 |
| --------------------------- | ------ |
| 日本 (Japan Hot 100)        | 37     |
| 日本 (オリコン合算シングル) | 31     |

### 年間チャート
| チャート (2020年)                      | 順位 |
| -------------------------------------- | ---- |
| Japan Download Songs (Billboard JAPAN) | 97   |

| チャート (2021年)    | 順位 |
| -------------------- | ---- |
| 日本 (Japan Hot 100) | 57   |

| チャート (2022年)    | 順位 |
| -------------------- | ---- |
| 日本 (Japan Hot 100) | 43   |

| チャート (2023年)    | 順位 |
| -------------------- | ---- |
| 日本 (Japan Hot 100) | 58   |

## 認定
| 国/地域                                             | 認定        | 認定/売上数 |
| --------------------------------------------------- | ----------- | ----------- |
| 日本 (RIAJ) ダウンロード                            | Platinum    | 250,000*    |
| ストリーミング                                      |             |             |
| 日本 (RIAJ)                                         | 3× Platinum | 300,000,000 |
| * 認定のみに基づく売上数 · 認定のみに基づく再生回数 |             |             |

## カバー・バージョン
- ダズビー - 2022年に発売のデジタルカバーアルバム『Remindful. Two』に収録[66]。
- 松永涼（千菅春香） - 2023年に発売の『THE IDOLM@STER CINDERELLA MASTER Cool jewelries! 004』に収録[67]。